# Villa Atma
Die Villa Atma (poln. Willa „Atma”) wurde 1895 in Zakopane von Stanisław Witkiewicz für Józefa Kasprusia-Stocha im Zakopane-Stil erbaut. 1930 bis 1935 wurde die Villa von Karol Szymanowski bewohnt. Seit 1983 ist sie denkmalgeschützt. Seit 1993 beherbergt sie das Karol-Szymanowski-Museum, eine der elf Filialen des 1889 gegründeten Nationalmuseums in Krakau. Thema der Ausstellung ist das Wirken des Komponisten Karol Szymanowski.